# Ricketts
Ricketts é uma cidade localizada no estado americano de Iowa, no Condado de Crawford.

## Demografia
Segundo o censo americano de 2000, a sua população era de 144 habitantes.
Em 2006, foi estimada uma população de 140, um decréscimo de 4 (-2.8%).

## Geografia
De acordo com o United States Census Bureau tem uma área de
0,7 km², dos quais 0,7 km² cobertos por terra e 0,0 km² cobertos por água. Ricketts localiza-se a aproximadamente 398 m acima do nível do mar.

## Localidades na vizinhança
O diagrama seguinte representa as localidades num raio de 20 km ao redor de Ricketts.